# Kulík šedý
Kulík šedý (Pluvianellus socialis) je vzácný druh dlouhokřídlého ptáka, který se vyskytuje pouze na jižním cípu Jižní Ameriky. Tento druh utváří samostatnou čeleď Pluvianellidae.

## Systematika

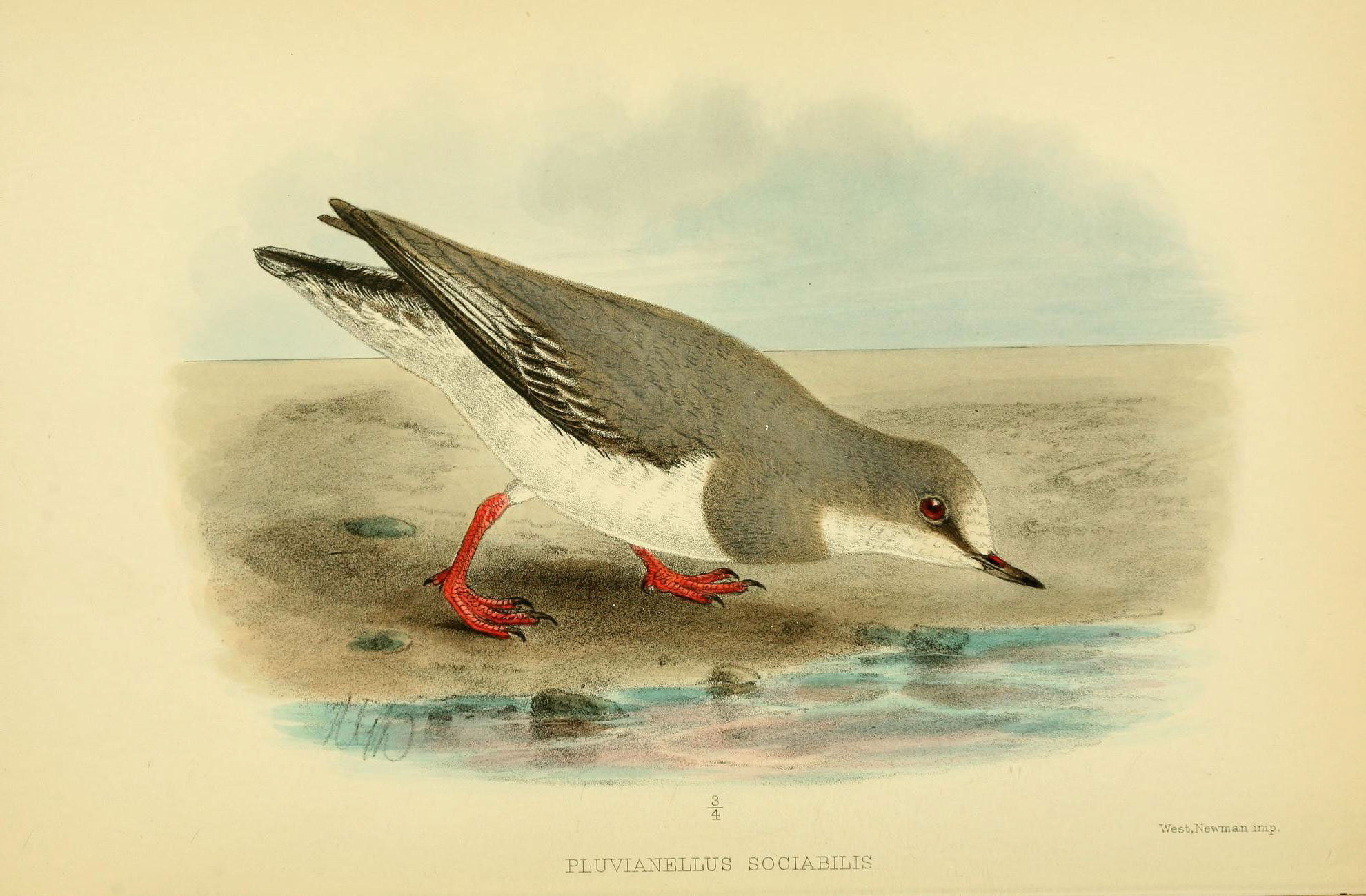
Kulík na ilustraci (1907)

Kulík šedý byl dlouhou dobu řazen do čeledi kulíkovití (Charadriidae). Ekologické studie však ukázaly, že se jedná o behaviorálně odlišný druh od ostatních kulíkovitých ptáků, což následně potvrdily i morfologické a genetické studie. Podle analýzy genů jsou Pluvianellidae nejvíce příbuzní se štítonosovitými (Chionididae), a tyto dvě čeledi utváří klad, jehož sesterskou skupinu tvoří dytíkovití (Burhinidae).

## Popis
Tělo kulíka měří kolem 20 cm. Samci váží 79–102 g, samice 71–88 g. Hlava, krk, horní část hrudi a svrchní část těla jako je horní strana křídel a hřbet jsou popelavě až nahnědle šedé. Při roztáhnutí křídel je patrný bílý pruh při konci letek a černý pruh při náběžné hraně ručních letek. Tváře, hrdlo a čelo jsou bílé. Od očí ke kořenu zobáku se táhnou černé proužky. Spodina těla je bílá. Zobák je černý s malou růžovou skvrnou u kořene. Duhovky jsou černé, krátké nohy růžové.

## Biologie

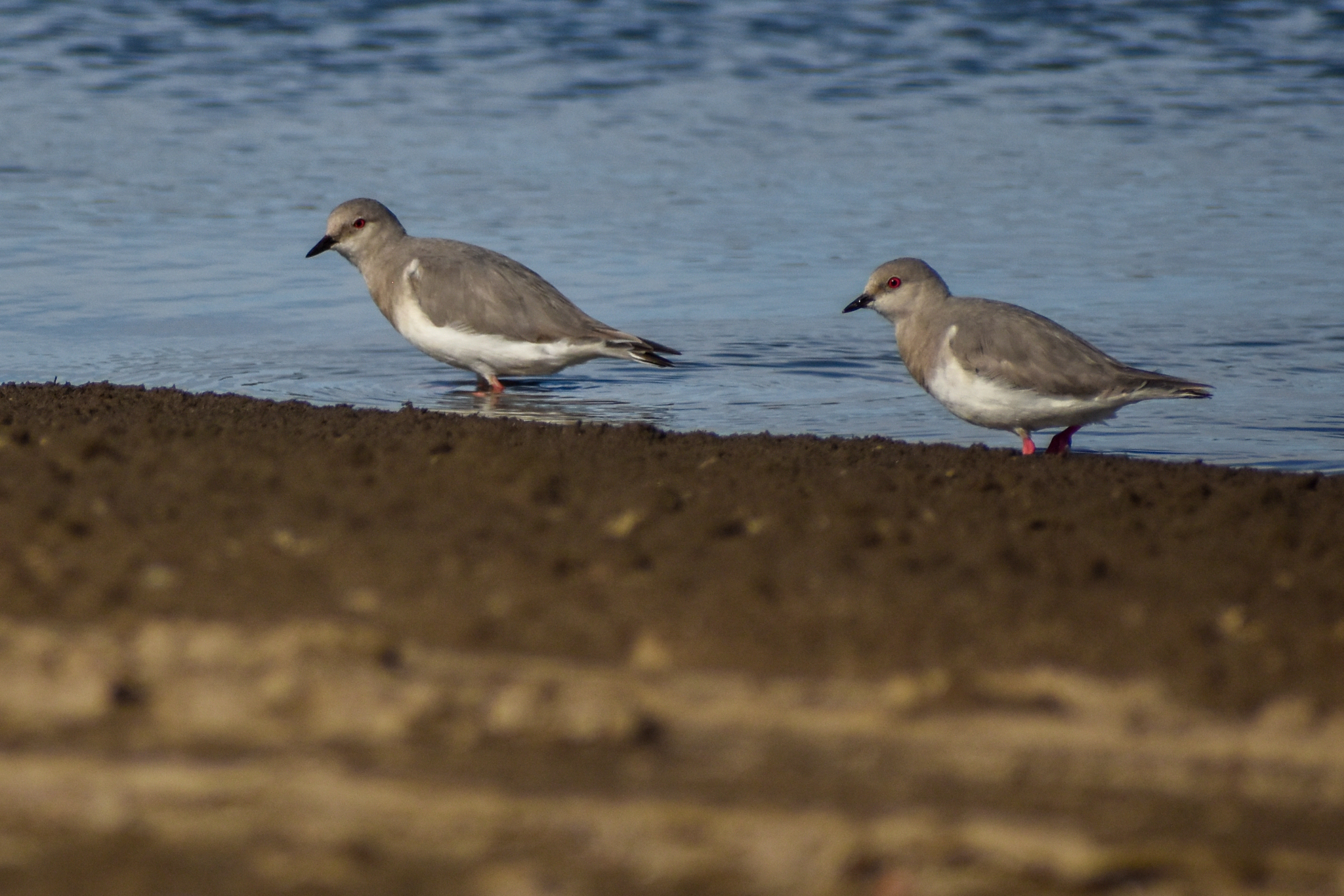
Pár kulíků šedých

Hnízdí v otevřených oblastech stepního typu, nejčastěji na březích sladkovodních a brakických jezer patagonských výšin do 1200 m n. m., na zimu se stahuje k oceánskému pobřeží do wattových oblastí u ústí řek, lagun a zátok. Živí se hmyzem, larvami a dalšími bezobratlými živočichy, které hledá rozhrabáváním malých kamínků pomocí nohou. Občas hrabe i docela hluboko, což je na dlouhokřídlého ptáka nezvyklé.
Hnízdo představuje důlek na zemi v těsné blízkosti vody. Samice klade typicky 2 vejce. Byly zaznamenány i snůšky se 4 vejci, které však byly patrně vytvořeny dvěma samicemi. Inkubují oba partneři a i následná rodičovská péče je sdílená. Ptáčata se klubou asynchronně (v rozdílný čas) a později narozené mládě typicky trpí hladem. Ptáčata zůstávají v těsné blízkosti hnízda po několik týdnů, k prvnímu letu dochází ve věku kolem 28–30 dní. Rodiče nicméně ptáčata krmí až do věku 40 dní. Ke krmení často dochází pomocí regurgitace, což je v rámci bahňáků zcela jedinečné.

## Rozšíření a populace

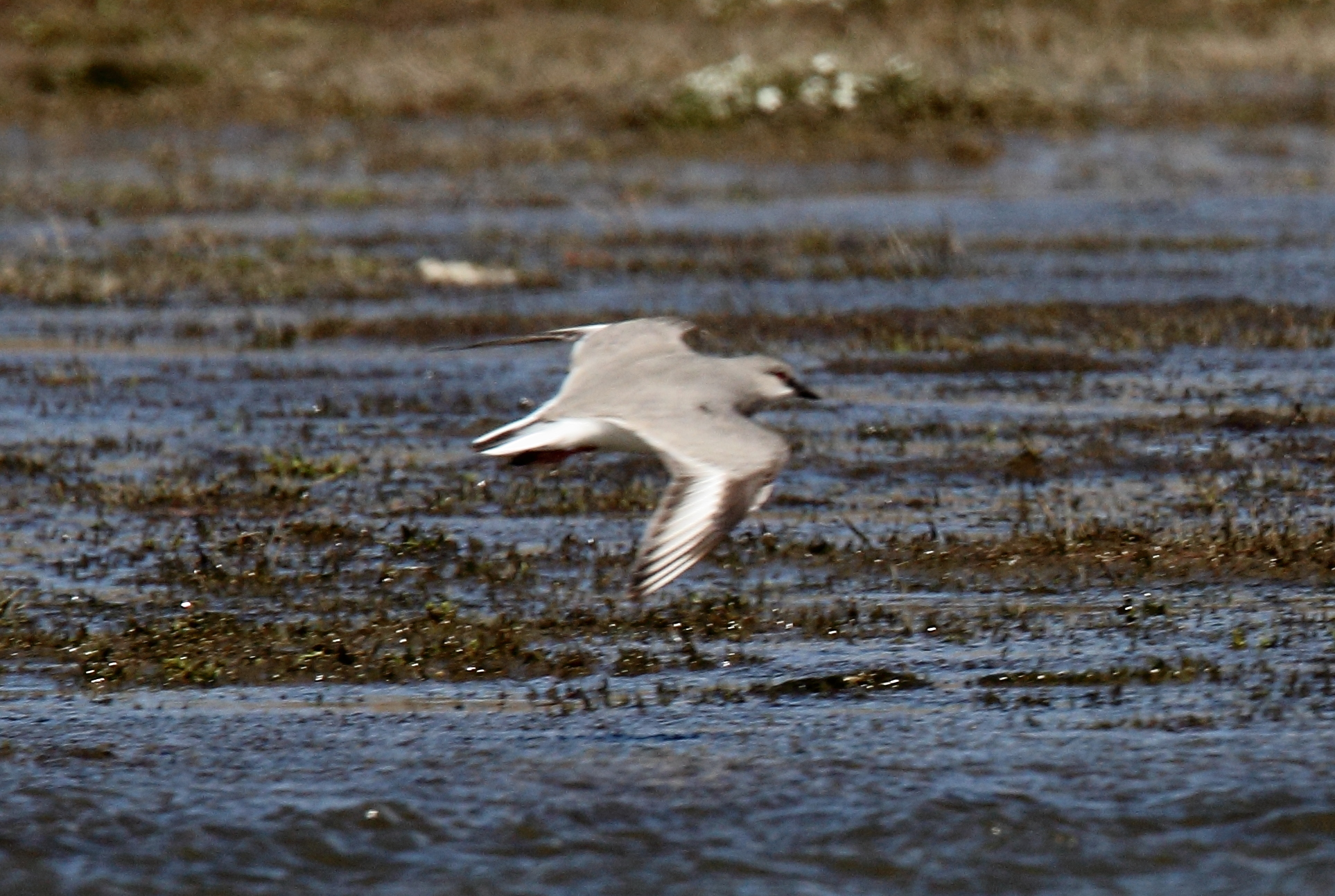
Kulík šedý v letu

Tento druh se vyskytuje na nejjižnějším cípu Jižní Ameriky, konkrétně v jižním Chile a jižní Argentině. Část populace zimuje severně od poloostrova Valdés až do oblasti střední Argentiny. V roce 2022 byl kulík šedý spatřen až v Uruguayi, což je vůbec nejsevernější potvrzený výskyt druhu.
Celková populace kulíků šedých se v roce 2023 odhadovala na pouhých 330 dospělců.

## Ohrožení a ochrana
Mezinárodní svaz ochrany přírody hodnotí druh jako zranitelný. Početnost druhu je sice stabilní, avšak v minulosti druh utrpěl zmenšením a degradací svého biotopu v důsledku jeho přeměny na farmářská pole s chovnými zvířaty. K dalším hrozbám druhu patří rušení lidmi, predace hnízdišť kočkami a psy, a degradace biotopu lidskou činností (vypouštěním odpadních vod, ropnými skvrnami, skládkami odpadu aj.).